# Monte Baden-Powell
Monte Baden-Powell ( /ˈbeɪdən_ˈpoʊ.əl/) es un cerro en la sierra de San Gabriel de California que lleva el nombre del fundador del movimiento mundial del escultismo, Robert Baden-Powell. Fue reconocido oficialmente por el USGS en una ceremonia de dedicación en 1931. Originalmente se conocía como East Twin (en español: Gemelo del Este) o North Baldy.

## Geografía

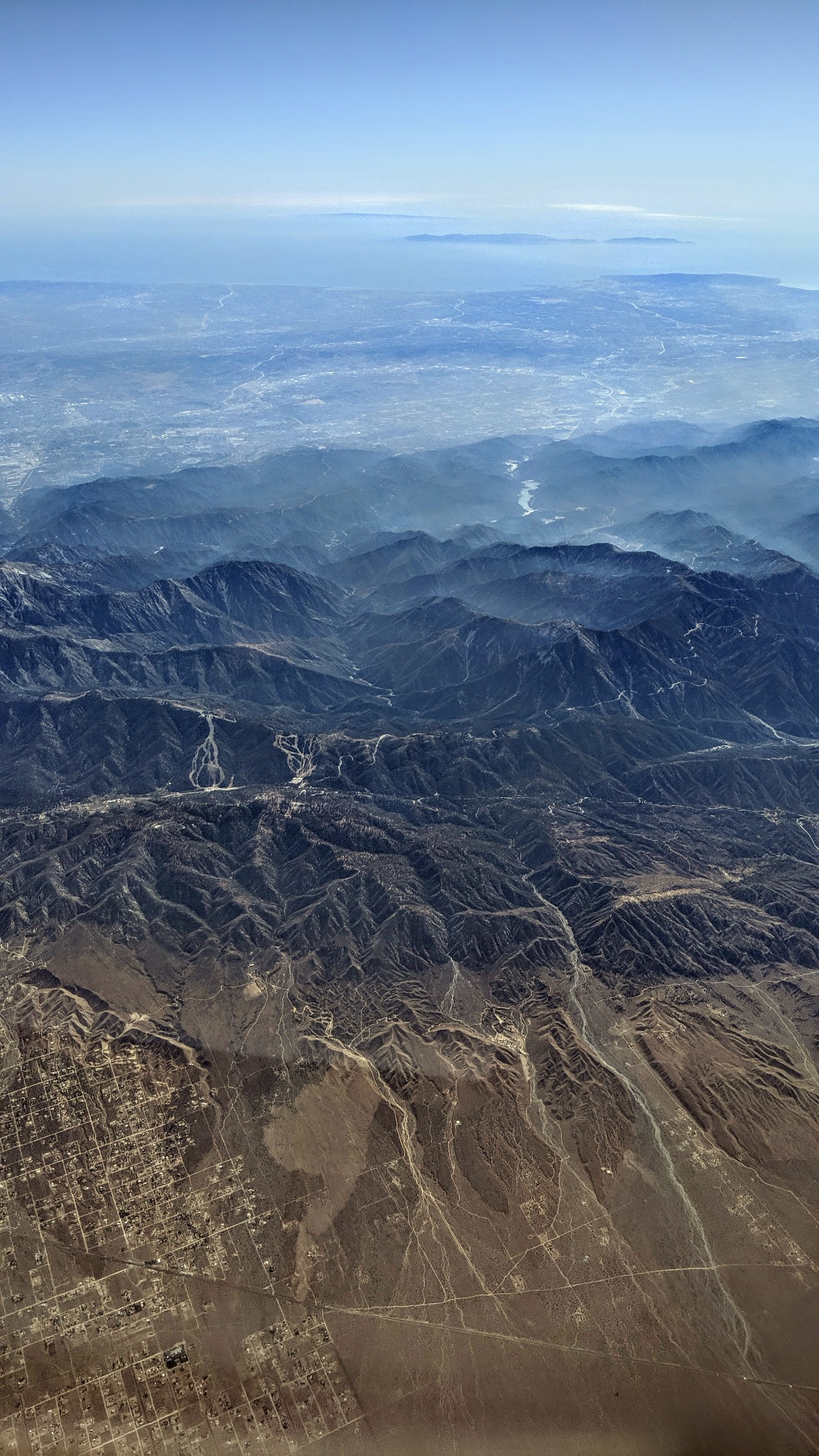
Vista aérea de la zona norte de la sierra de San Gabriel mostrando Piñon Hills, Mezcal Creek Road, Monte Baden-Powell, y el Mountain High Resort. La cuenca de Los Ángeles y la Isla de Santa Catalina en el fondo.

A 9407 pies (2867,3 m) de elevación, el Monte Baden-Powell es tradicionalmente considerado el 4.º o 5.º punto más alto de la sierra de San Gabriel, aunque es en realidad el segundo punto más alto de la sierra con más de 1000 pies (304,8 m) de prominencia. También es el punto más alto que no es parte del macizo del Monte San Antonio.
El pico se encuentra dentro del bosque nacional de Ángeles y el Monumento Nacional Montañas San Gabriel.

## Senderismo
El sendero de la Cresta del Pacífico llega a 0,25 millas (0,4 km) de la cumbre; a 9360 pies (2852,9 m), es el punto más alto del sendero al sur de la Sierra Nevada.
La cumbre ha sido durante mucho tiempo una de las excursiones de senderismo favoritas, ya sea desde Mount Islip Saddle cerca de Little Jimmy Trail Camp, o el Vincent Gap Trail, que conduce a un conjunto de curvas moderadas a difíciles desde Wrightwood. El monte Baden-Powell es también el punto alto a lo largo del Silver Moccasin Trail, una ruta se senderismo de Boy Scouts histórico de 53 millas (85 km), que conecta esta cumbre con el monte Burnham (menos de 1 milla (1,6 km) distante), Throop Peak y Monte Hawkins. El sendero Vincent Gap conduce a través de una variedad de áreas boscosas que consisten en pinos Jeffrey Pine, Ponderosa, Lodgepole, cedro de incienso y un antiguo bosque de pino huyoco, algunos de los cuales tienen más de 2,000 años de edad.
En 1957 varios consejos del sur de California del Boy Scouts de América colocó un marcador formal en la cumbre con una placa dedicada al Baden-Powell.

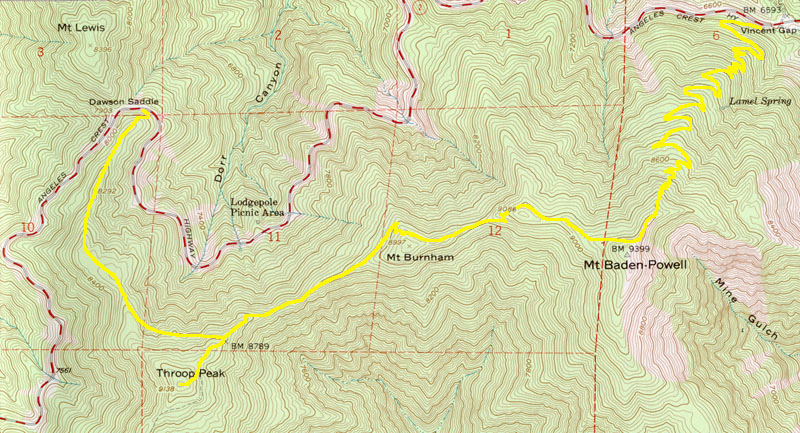
Sendero que conecta el monte. Burnham al monte Baden-Powell